# Facultad de Derecho de París
La Facultad de derecho de París es una facultad de derecho cuyo origen se remonta al XII XII siglo y que entonces se llamaba la Facultad de Decreto fue una de las cuatro facultades de la Antigua Universidad de París . En 1679, se convirtió en la "Facultad de Derecho Civil y Canónico », siendo cerrada en 1793 durante la Revolución Francesa. En 1802 se reabrió como "Facultad de Derecho de París", en 1808 se convirtió  en « Nueva Facultad de Derecho en París". De 1896 a 1870, se agrupó en la Universidad de París y luego se dividió en 1970 entre las universidades de París-I, París-II, París-IX, París-X, París-XII y París-XIII.
El edificio histórico construido en 1771 en la Place du Panthéon para albergarla es hoy compartido entre la Universidad de París 1 y la Universidad de París 2.

## Presentación
La Facultad de Derecho de París, primero llamada "facultad de decretos" data de al menos en 1170. A partir de esa fecha, hubo en París profesores de derecho canónico, maestros en decretos, que enseñaban derecho canónico a partir del Decretum Gratiani, “ Decreto de Graciano ”, que formó la base del Corpus juris canonici y los profesores de derecho civil. La unión de estos dos cuerpos formó la Facultad de Derecho de París. Experiencia reconocida en decreto a los doctores de la Universidad de París nació en los primeros tiempos de la universidad con la invención por parte de Abailard de la noción de responsabilidad, es decir, culpa basada en la intención y no en el solo hecho, que fue el reconocimiento de posible irresponsabilidad, nacimiento de la condición de sujeto individual y fundamento del derecho moderno.
Con el Edicto de Saint-Germain de abril de 1679, que restableció la enseñanza del derecho romano en París (prohibida desde la Super Specula decretal de Honorio III, la facultad se denomina " Facultad de Derecho Civil y Canónico". Durante la reorganización de la Universidad que siguió a la expulsión de los jesuitas en 1762, en 1771 recibió un nuevo edificio en la Place du Panthéon, la que todavía ocupa hoy. Fue clausurada, como las demás facultades francesas, por la Revolución, el 15 de septiembre de 1793. La'" Facultad de Derecho de París " fue creada en 1802, y se convirtió por decreto del 17 de marzo de 1808 organizando la Universidad Imperial de Francia  en la "Nueva Facultad de Derecho en París".
En 1896 se agrupó junto con las otras cuatro facultades parisinas para formar la nueva Universidad de París.

### Controversias
En 1925, la Facultad de París se encontraba en medio de una viva polémica como el asunto Scelle, en referencia al nombramiento del profesor Georges Scelle para la cátedra de un curso de derecho internacional gracias a la intervención del Ministro de Instrucción Pública el Radical François Alberto.
A finales de 1935, el caso Jèze provocó nuevos enfrentamientos entre los estudiantes nacionalistas y la policía.

### Partición tras los hechos de Mayo del 68
Siguiendo la ley Edgar Faure, se dividió en 1970 entre las universidades de París-I, París-II, París-IX, París-X, París-XII y París-XIII. Mientras que la mayoría de los economistas de la facultad de derecho (35 de 41) eligieron París I, la mayoría de los juristas (88 de 108), incluidos la mayoría de los privatistas e historiadores del derecho y un número significativo de publicistas, habían optado por perpetuar una universidad especializada: París - II - mientras sus colegas apostaban por una universidad multidisciplinar al incorporarse a la Universidad de París 1. Luego, las universidades de París-IX, París-X, París-XII y París-XIII también ofrecieron cursos de derecho.

## Decanos
- 1417- : Raoul Roussel
- Charles Giraud
- 1805-1809 : Louis-François Portiez
- 1809-1830 : Claude-Étienne Delvincourt
- 1830-1843 : Hyacinthe Blondeau
- 1843-1845 : Pellegrino Rossi
- 1845-1846 : Jacques Berriat-Saint-Prix
- 1846-1847 : Albert-Paul Royer-Collard
- 1847-1868 : Charles Auguste Pellat
- 1868-1879 : Gabriel Frédéric Colmet-Daâge
- 1879-1887 : Charles Beudant
- 1887-1896 : Edmond Colmet de Santerre
- 1896-1899 : Eugène Garsonnet
- 1899-1906 : Ernest Désiré Glasson
- 1906-1910 : Charles Lyon-Caen
- 1910-1913 : Paul Cauwès
- 1913-1922 : Ferdinand Larnaude
- 1922-1933 : Henry Berthélemy
- 1933-1938 : Edgard Allix
- 1937-1944 : Georges Ripert
- 1944-1955 : Léon Julliot de La Morandière
- 1962-1967 : Georges Vedel
- 1967-1970 : Alain Barrère